# 오중주
음악에서 오중주(五重奏, 영어: quintet)는 다섯 악기가 함께 연주하는 것을 뜻한다.
바이올린 2대, 비올라 2대, 첼로로 구성된 현악 오중주, 피아노, 바이올린 2대 , 비올라, 첼로로 구성된 피아노 5중주, 클라리넷과 현악 4중주의 악기로 구성된 클라리넷 5중주 등이 있다. 또한 모차르트의 디베르티멘토와 같은 플루트, 클라리넷, 바순, 오보에, 호른으로 이루어진 목관 5중주가 있다. 그러나 슈베르트는 바이올린, 비올라, 첼로, 더블베이스, 피아노 로 이루어진 특이한 편성의 송어 5중주를 쓰기도 했다. 피아노 5중주의 대표적인 작곡가로서는 슈만, 브람스, 드보르작이 있다. 또한, 호른, 트럼펫 2대 , 트럼본, 튜바 로 이루어진 금관 5중주도 존재한다.

## 개요
퀸테트(quintet, Quintett)를 번역한 말이며 5개의 독주악기로 구성된 중주를 말한다. 악기의 편성 가능성은 매우 많으나, 이 5중주를 세 가지로 분류하여 생각할 수도 있다. 첫째로, 현악 4중주에 새로 한 악기를 더하여 편성한 것. 둘째는, 피아노를 수반하느냐 수반하지 않느냐의 구별. 셋째는, 현악 4중주를 기초로 하지 않는 것. 첫째 것에는 현악 5중주, 클라리넷 5중주, 둘째 것에는 대부분의 5중주 등이 속하며, 셋째 것에는 관악 5중주라든가 특수한 편성의 5중주가 속한다. 5중주는 당연히 4중주보다 색채적으로 풍부하며, 특히 저성 또는 중성에 한층 충실감을 보인다. 역사적으로는 피아노 4중주의 경우와 마찬가지로 고전파보다도 낭만파 이후에 이 5중주가 즐겨 쓰였다.

## 같이 보기
- 현악 5중주
- 피아노 5중주